# 安養寺 (松原市西大塚)
安養寺（あんようじ）は、大阪府松原市にある浄土真宗本願寺派の寺院。山号は紫雲山。

## 交通
- 近鉄 南大阪線 恵我ノ荘駅より徒歩15分。